# Сагеней (река)
Сагене́й (фр. Saguenay) — полноводная река в Восточной Канаде, на территории провинции Квебек. Река вытекает из озера Сен-Жан, впадает в эстуарий реки Святого Лаврентия, образуя фьорд. Длина реки составляет 314 км, площадь водосборного бассейна — 90 тыс. км². Воды реки используются несколькими целлюлозно-бумажными и алюминиевыми заводами, а также каскадами ГЭС. Суровая северная природа долины реки — важный объект канадского экологического туризма.

## Гидрография
Истоком Сагеней считается речка Перибонка, начинающаяся в горах Отиш и впадающая в озеро Сен-Жан. Общая длина достигает реки таким образом достигает 764 км. Ниже города Шикутими долина имеет вид фьорда глубиной до 300 м. Во время сильных морских приливов, нагон воды ощущается в 100 километрах выше устья. Средний расход воды близ истока из озера Сен-Жан 1470 м³/с. Ледостав на реке наблюдается с ноября по апрель. Возможны сильные половодья; самое разрушительное наводнение произошло 18-22 июля 1996 года (см. Наводнение на Сагеней).

## Туризм
В долине реки расположен заповедник, привлекающий туристов. Популярные развлечения: фотоохота, плавание по фьорду, в котором встречаются белуха и гренландская акула.

## Хозяйственная деятельность
Нижняя часть бассейна представляет собой оазис хозяйственной деятельности человека среди более суровых и безлюдных регионов северного Квебека, окружающих долину реки. На самой реке возведён каскад ГЭС (общей мощностью свыше 2 ГВт), на базе которых работают целлюлозные предприятия и алюминиевый комбинат в Арвиде. Население бассейна реки сосредоточено в агломерации Сагеней с населением порядка 150 тыс. человек. Это самый консервативный регион провинции и почти полностью франкоязычный.

## История
Ранее бассейн реки населяли индейские племена, в ходе французской колонизации (см. Новая Франция) она стала важной транспортной артерией в ходе торговли мехом в XVI-XVII веках. Заселена долина реки была только в конце XIX века. В это же время появилась Легенда о Сагеней (северный аналог тропического Эльдорадо), повествующая о существовании сказочно богатой страны под названием Королевство Сагеней (Сагней), где жило множество светловолосых людей, владеющих складами золота, серебра и меха, поиски которого не давали покоя французским исследователям Канады (Жак Картье и другие) в период великих географических открытий.